# Monte Tancia
Il monte Tancia (1.292 m. s.l.m.) è una cima del Subappennino, nel comune di Monte San Giovanni in Sabina nella provincia di Rieti, nel Lazio. 

## Descrizione
Presso il monte si trova la grotta di San Michele, la quale viene tradizionalmente considerata un luogo di culto sabino. Qui era conservata una stalagmite modellata a figura femminile, alta 44 cm, che si ritiene raffigurasse la dea Vacuna, purtroppo trafugata. L’identificazione con Vacuna, divinità delle acque, è avvalorata dalla presenza sul monte di molte sorgenti. 
Secondo il Firmani invece l’immagine scolpita sulla stalagmite raffigurerebbe “la Dea Madre, intronata e con le braccia al seno, secondo il noto schema di un grande numero di rappresentazioni femminili preistoriche, interpretate giusta-mente come idoli della fertilità e della fecondità” . 
La località risulta essere frequentata già durante la media età del Bronzo, come dimostrato da un esteso insediamento rinvenuto in località Rocca di Tancia, il quale era disposto su “tre ordini di piccole terrazze regolarizzate artificialmente con una sorta di muretti a secco” .
A non molta distanza, in località San Sebastiano, è venuto alla luce un altro insediamento della media età del Bronzo, meno esteso del precedente.
Fra tutti gli insediamenti protostorici “di altura” della cultura appenninica quello del monte Tancia è uno dei più elevati (802 metri). Questo fa pensare che il sito fosse connesso con un itinerario di transumanza e forse corrisponde ad una postazione estiva per il pascolo. Sicuramente era collegato al vicino luogo di culto in grotta.
Oggi vi sorge il santuario di San Michele Arcangelo. Secondo manoscritti conservati nella biblioteca Vallicelliana di Roma, l’antro sarebbe stato consacrato da papa Silvestro I dopo aver assistito al miracolo con il quale l’Arcangelo Michele avrebbe scacciato il drago, forse allegoria del paganesimo, nella parte più profonda della grotta. All’interno della grotta-santuario si notano affreschi quattrocenteschi, un altare ad un ciborio: al centro di quest’ultimo un Agnus Dei con alcuni santi ai lati.
Il 7 aprile del 1944 nelle frazioni di Sant'Angelo del Tancia e Gallo nel comune di Monte San Giovanni in Sabina, avvenne per mano nazifascista L'Eccidio del monte Tancia.